# Катар на Светском првенству у атлетици на отвореном 2011.
Катар је учествовао на 13. Светском првенству у атлетици на отвореном 2011. одржаном у Тегу од 27. августа до 4. септембра тринаести пут, односно учествовао је на свим првенствима до данас. Репрезентацију Катара представљало је 4 такмичара који су се такмичили у 5 дисциплина.,
На овом првенству такмичари Катара нису освојили ниједну медаљу али су остварили 1 резултат сезоне.
У табели успешности према броју и пласману такмичара који су учествовали у финалним такмичењима (првих 8 такмичара) Катар је са 2 учесника у финалу делио 60. место са 3 бода.
| Плас. | Земља | 1. место | 2. место | 3. место | 4. место | 5. место | 6. место | 7. место | 8. место | Бр. финал. | Бод. |
| ----- | ----- | -------- | -------- | -------- | -------- | -------- | -------- | -------- | -------- | ---------- | ---- |
| =60.  | Катар | 0        | 0        | 0        | 0        | 0        | 0        | 1        | 1        | 2          | 3    |

## Учесници
Мушкарци:
- Феми Сеун Огуноде — 200 м, 400 м
- Хамза Дриуч — 1.500 м
- Абубакер Али Камал — 3.000 м препреке
- Мутаз Еса Баршим — Скок увис

## Резултати

### Мушкарци
| Атлетичар          | Дисциплина       | Лични рекорд | Квалификације | Квалификације | Полуфинале           | Полуфинале           | Финале               | Финале       | Детаљи |
| Атлетичар          | Дисциплина       | Лични рекорд | Резултат      | Место         | Резултат             | Место                | Резултат             | Место        | Детаљи |
| ------------------ | ---------------- | ------------ | ------------- | ------------- | -------------------- | -------------------- | -------------------- | ------------ | ------ |
| Феми Сеун Огуноде  | 200 м            | 20,30 НР     | 20,54 кв      | 4. у гр. 1    | 20,58                | 3. у гр. 1           | Није се квалификовао | 9 / 53 (54)  |        |
| Феми Сеун Огуноде  | 400 м            | 45,12        | 45,42 КВ, ЛРС | 4. у гр. 5    | 45,41 кв             | 4. у гр. 3           | 45,55                | 8 / 36 (39)  |        |
| Хамза Дриуч        | 1.500 м          | 3:35,73      | 3:42,09       | 11. у гр. 2   | Није се квалификовао | Није се квалификовао | Није се квалификовао | 27 / 37 (38) |        |
| Абубакер Али Камал | 3.000 м препреке | 8:15,80      | 8:30,37       | 7. у гр. 1    |                      |                      | Није се квалификовао | 20 / 34 (35) |        |
| Мутаз Еса Баршим   | Скок увис        | 2,35 НР      | 2,31 КВ       | 2. у гр. Б    | 2,32                 | 7 / 32 (34)          |                      |              |        |